# Ernest Courtot de Cissey
Ernest Louis Octave Courtot de Cissey (n. 12 de Setembro de 1810, Paris - f. 15 de Junho de 1882) foi um político francês. Ocupou o cargo de primeiro-ministro da França, entre 22 de Maio de 1874 a 10 de Março de 1875.